# 德索拉西翁島

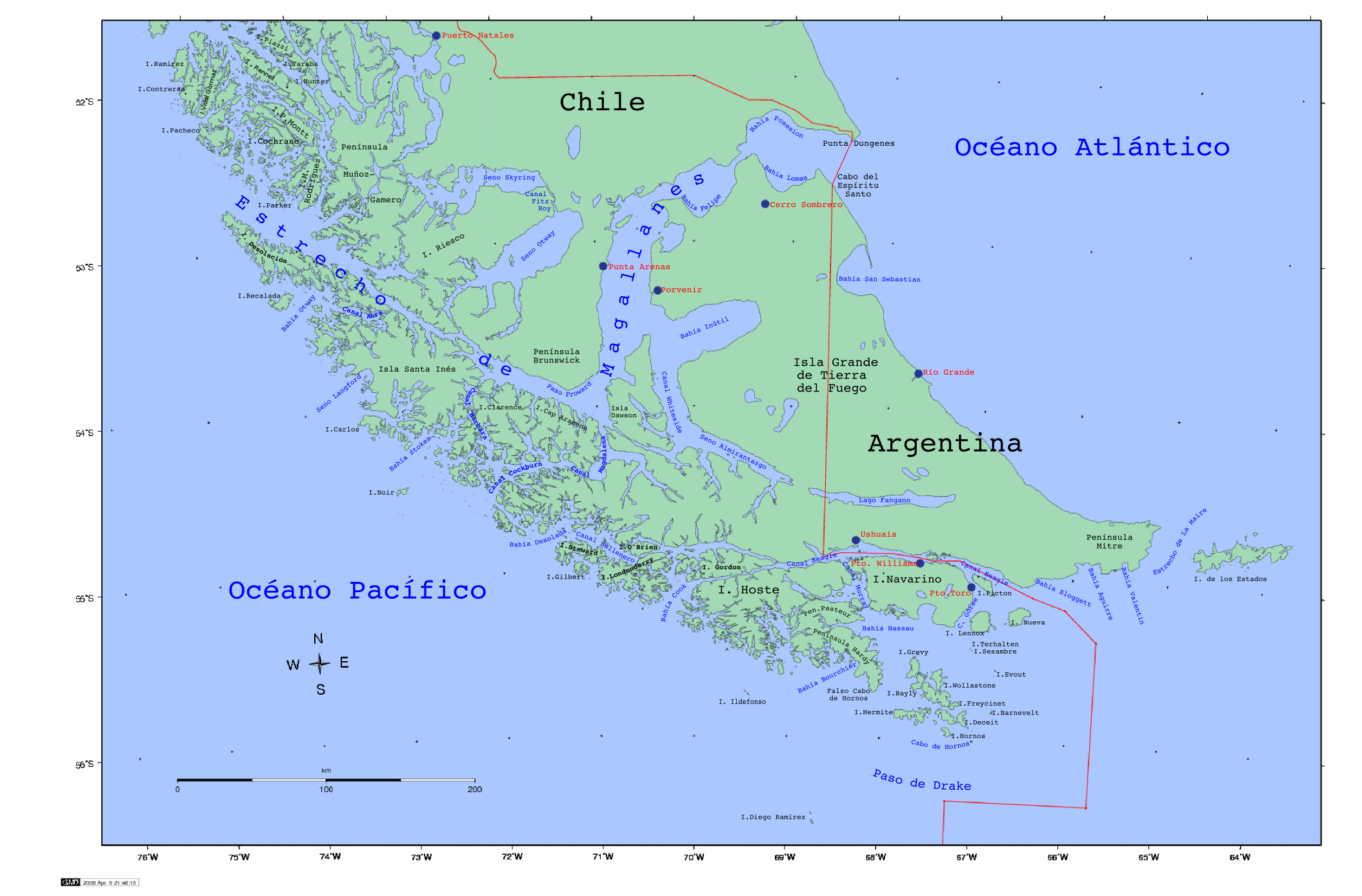
德索拉西翁島位置

德索拉西翁島（Isla Desolación）是智利的島嶼，位於麥哲倫-智利南極大區的麥哲倫海峽西端，屬於火地群島的一部分，面積1,352平方公里（522平方英哩），島上最高點海拔高度1,097米（3,599英呎）。
53°0′S 74°19′W / 53.000°S 74.317°W